# Imai Keizo
Imai Keizo (sinh ngày 19 tháng 11 năm 1950) là một cầu thủ bóng đá người Nhật Bản.

## Đội tuyển bóng đá quốc gia Nhật Bản
Imai Keizo thi đấu cho đội tuyển bóng đá quốc gia Nhật Bản từ năm 1973 đến 1980.

## Thống kê sự nghiệp
| Đội tuyển bóng đá Nhật Bản | Đội tuyển bóng đá Nhật Bản | Đội tuyển bóng đá Nhật Bản |
| Năm                        | Trận                       | Bàn                        |
| -------------------------- | -------------------------- | -------------------------- |
| 1974                       | 1                          | 0                          |
| 1975                       | 0                          | 0                          |
| 1976                       | 0                          | 0                          |
| 1977                       | 2                          | 0                          |
| 1978                       | 13                         | 0                          |
| 1979                       | 9                          | 0                          |
| 1980                       | 4                          | 0                          |
| Tổng cộng                  | 29                         | 0                          |